# Prasinocyma uniformata
Prasinocyma uniformata är en fjärilsart som beskrevs av Fletcher 1958. Prasinocyma uniformata ingår i släktet Prasinocyma och familjen mätare. Inga underarter finns listade i Catalogue of Life.